# 理念 (广汽本田)
理念（英語：Everus）是本田与广州汽车集团（广汽集团）的合资企业——广汽本田旗下的汽车品牌。本田成为第一家在中国本土合资汽车制造商的品牌下开发汽车的外国汽车制造商。2011年4月，理念在上海车展上推出了第一款汽车S1。

## 產品

### Everus S1

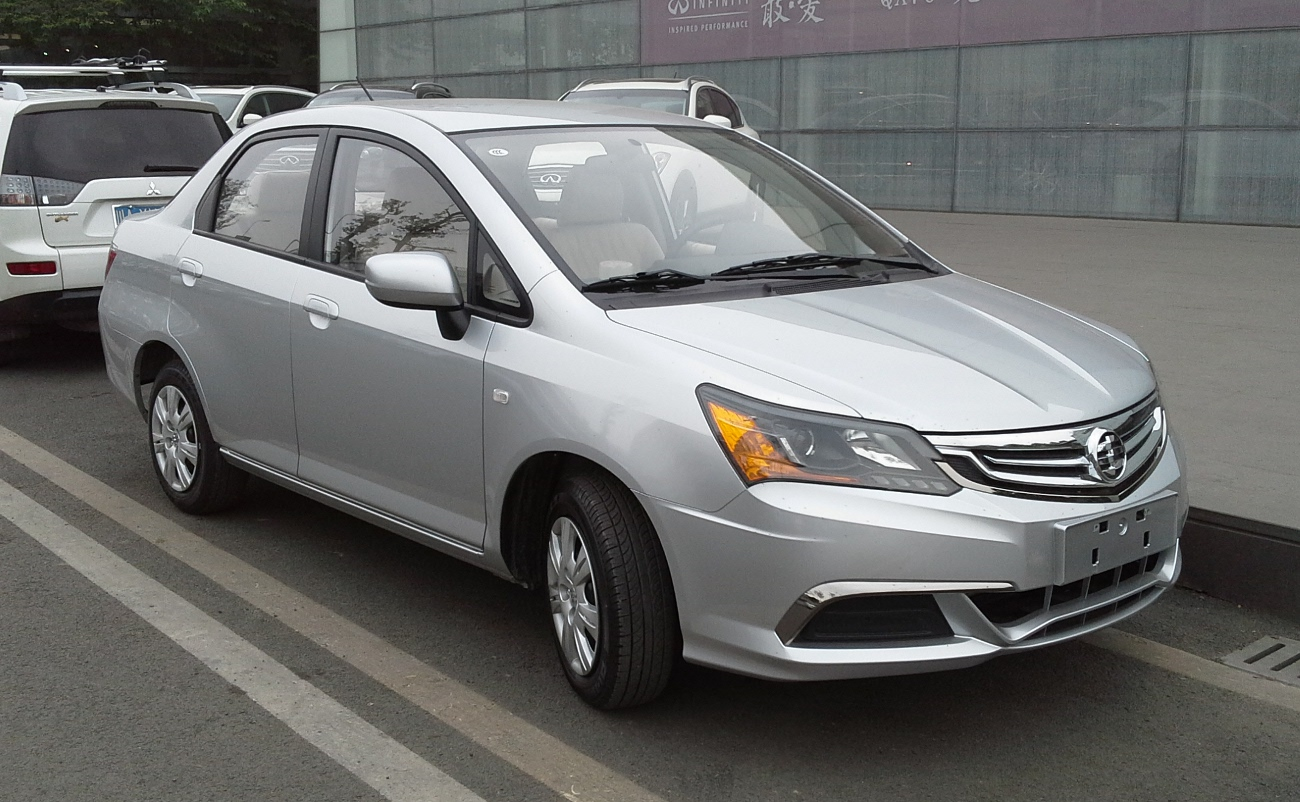
Everus S1

S1是第一款可供銷售的理念汽車。它是第4代本田City轎車的翻版，2011年4月上市。

### Everus VE-1

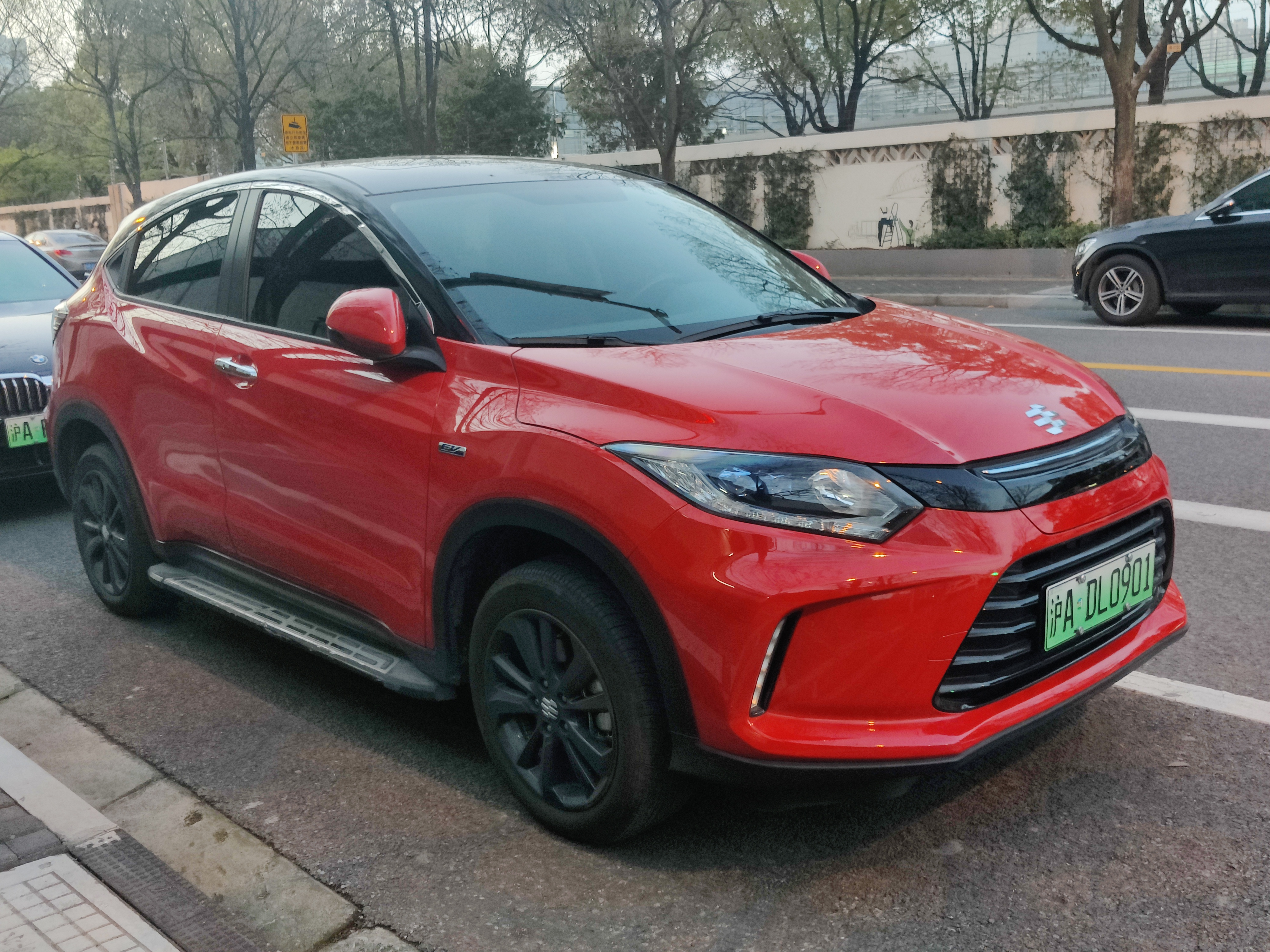
Everus VE-1

這是一款基於本田Vezel的超小型電動CUV，曾以Everus EV概念車的名義預告。該車由本田和廣汽本田聯合開發，在歐洲新駕駛循環中搭載53.6千瓦小時鋰離子電池（NCM622），續航里程為340（210英里），由電力馬達驅動，功率為120千瓦特（160匹馬力），扭矩為280牛頓·（210英磅·英尺）。

## 新款概念車

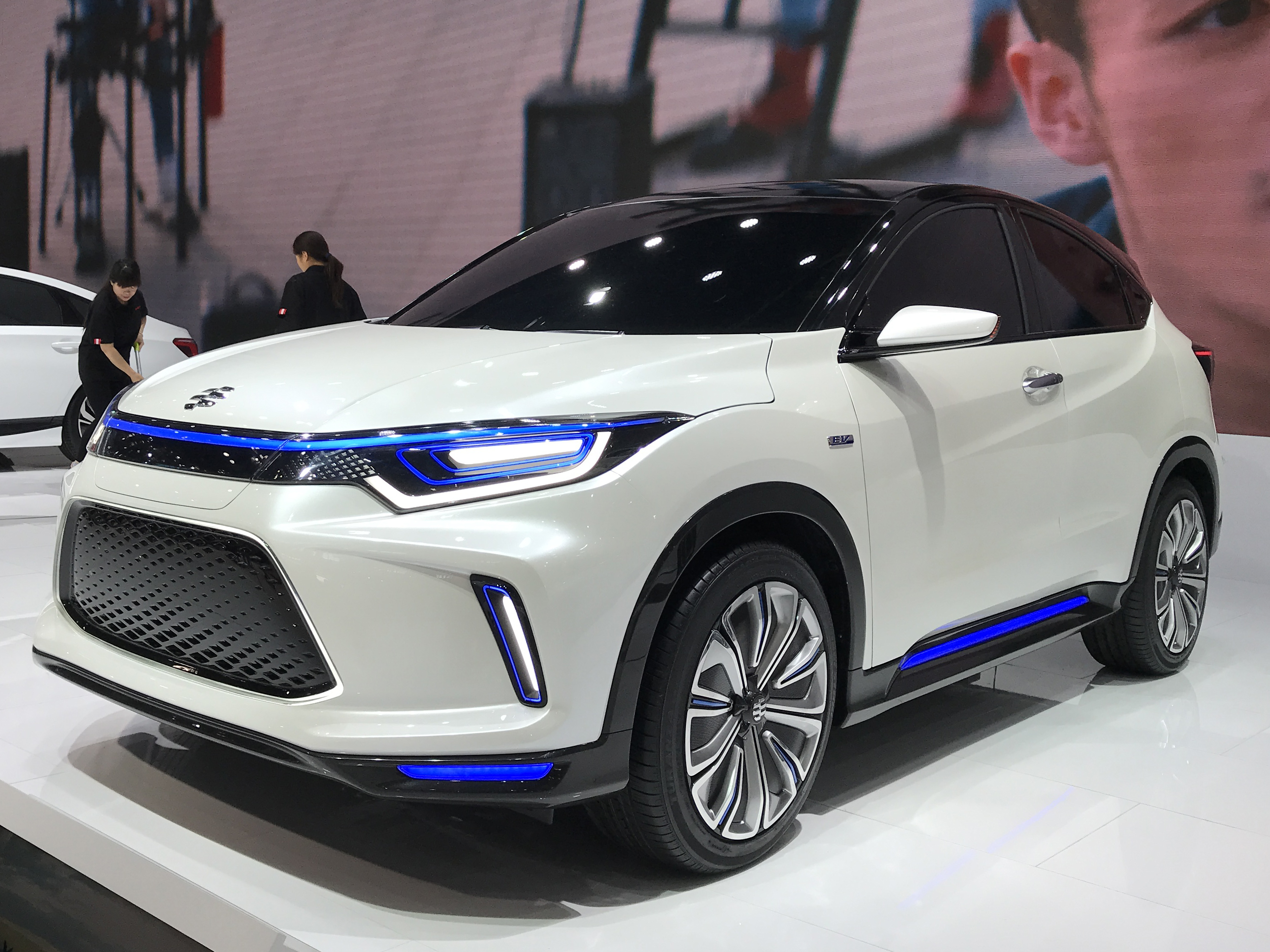
Everus EV概念車

EV SUV概念車在2018年北京車展上首次亮相。